# Intel Bonnell
Bonnell — микроархитектура ЦП, используемая процессорами Intel Atom 2008—2011 годов, с возможностью выполнять до двух инструкций за цикл. Как и многие другие микропроцессоры x86, он переводит инструкции x86 в более простые внутренние операции перед выполнением. Архитектура Bonnell имеет очень мало общего с другими конструкциями Intel. Для достижения объектов со строгим сверхнизким энергопотреблением Bonnell имеет очень упрощенный дизайн, в котором отказано от многих высокопроизводительных методов, используемых в высокопроизводительных архитектурах Intel, таких как агрессивное спекулятивное выполнение, выполнение вне очереди и преобразование µop.
Часть требований проекта было то, что Bonnell сохранить полную x86 совместимость, вплоть до последнего расширения — на одну десятую часть потребляемой мощности Pentium M. Это означало, что любое программное обеспечение теперь на 100 % совместимо, но заставляло инженеров разбираться со всем багажом, который принесла с собой архитектура. Решение предложить полную совместимость принесло ряд преимуществ, таких как доступ к крупнейшей в мире базе программного кода, включая возможность запускать любую другую операционную систему x86 без изменений. В то же время это заставило команду разработчиков прибегнуть к другим средствам снижения мощности.
Вплоть до Боннелла все существующие архитектуры Intel уделяли очень мало внимания энергоэффективности (обратите внимание, что это значительно изменилось с момента появления Sandy Bridge). Высокопроизводительные, высокопроизводительные и сложные конструкции просто неадекватны для тех целей по мощности, которые требуются от Bonnell, даже если они были урезаны. Было решено, что Bonnell будет спроектирован с нуля с учётом силовых целей. По этим причинам Bonnell напоминает микроархитектуру P5. Проектировался в Intel Texas Development Center в городе Остин с 2004 года командой под руководством Elinora Yoeli одновременно с новым чипсетом Poulsbo.
В 2014 году на смену Bonnell пришла микроархитектура Intel Silvermont с применением out-of-order исполнения.